# Chapelle Notre-Dame de la Gayolle
La chapelle Notre-Dame de la Gayolle, aussi orthographié de la Gayole, est une chapelle et un site archéologique sur la commune de La Celle, dans le département du Var. Établie sur une villa des Ve – VIe siècles, elle est attestée archéologiquement à partir de la fin du Ve siècle. La fonction religieuse du site est connue par les textes jusqu'au milieu du XIVe siècle. La chapelle devient par la suite une bastide rattachée à l'abbaye de La Celle. Elle est classée au titre des monuments historiques par arrêté du 7 mars 1952.

## Historique des études
Des fouilles y ont été réalisées par Mgr Chaillan en 1912-1913, une étude du bâti réalisée par Fernand Benoit de 1949 et 1954 suivie de sondages en 1960 en collaboration avec R. Ambard. Des recherches de plus grandes envergures sont menées de 1964 à 1970 par Gabrielle Démians d'Archimbaud puis Michel Fixot les deux dernières années.

## La première église
Une première église de plan rectangulaire comprenant une nef et un chevet plat est édifiée à la fin du Ve siècle à l'ouest de la chapelle actuelle. Une et sans doute deux annexes latérales furent rapidement ajoutées pour former un transept. Des inhumations à sarcophage et sous tuiles y sont installées jusqu'à la fin du VIe siècle.

## La deuxième église
Une nouvelle église prend appui à l'ouest sur le chevet de l'ancienne église. Sa nef unique, actuellement voûtée en berceau légèrement brisé, se termine sur un transept bas et une vaste abside en hémicycle voûtée dès l'origine. De nombreux éléments d'architecture antiques ont été remployés en tant qu'éléments de décor dans la construction. En 1628, Nicolas-Claude Fabri de Peiresc découvre dans les bras du transept deux sarcophages sculptés, dénotant une volonté de mise en valeur, portant les noms d'Innodius et de Syagria. L'extérieur de l'église est pratiquement nu.